# Озеро Ширшова
Озеро Ширшова — озеро на острове Харли, Приморский район Архангельской области, Россия.
Расположено на крайнем севере острова, рядом с мысом Астрономический. Озеро имеет ледниковое происхождение и вытянутую форму, в длину достигает километра. В озеро впадает спускающийся с ледника ручей, другой ручей, вытекая из озера, соединяет его с морем.
Названо в честь профессора Петра Ширшова.
На западном берегу озера расположен астрономический пункт.

## Топографические карты
- Лист карты U-40-XIX,XX,XXI о. Оммани. Масштаб: 1 : 200 000. Издание 1965 г.